# Episodi di Qui squadra mobile (seconda stagione)
Questa voce contiene l'elenco degli episodi della seconda stagione della serie TV Qui squadra mobile. Gli episodi sono stati trasmessi in Italia dal 7 settembre al 12 ottobre 1976
| nº | Titolo                               | Prima TV          |
| -- | ------------------------------------ | ----------------- |
| 1  | Pollicino va in città                | 7 settembre 1976  |
| 2  | Il botto                             | 14 settembre 1976 |
| 3  | Ragazzi troppo fortunati             | 21 settembre 1976 |
| 4  | La polizia non deve essere avvertita | 28 settembre 1976 |
| 5  | Omissione di soccorso                | 5 ottobre 1976    |
| 6  | Testimoni reticenti                  | 12 ottobre 1976   |

## Pollicino va in città
- Diretto da: Anton Giulio Majano
- Scritto da: Massimo Felisatti, Fabio Pittorru, Anton Giulio Majano
- Interpretato da: Luigi Vannucchi, Orazio Orlando, Elio Zamuto, Gino Lavagetto, Giulio Platone, Marcello Mandò, Claudio Capone, Stefanella Giovannini, Giorgio Gusso, Paolo Lombardi, Luca Bonicalzi, Michele Borelli, Oliviero Dinelli, Vittorio Battarra, Simone Mattioli, Gianni Pulone, Amerigo Saltutti, Renato Montanari, Fausta Rotelli, Mariù Safier, Dante Biagioni, Jolanda Verdirosi, Vasco Santoni, Anna Maria Torniai, Massimiliano Filoni, Tony Trono, Gino Donato, Vittoria Di Silverio, Augusto Boscardin, Francesco Baldi, Barbara Nay, Maurizio Fiori, Antonio Corevi, Emilio Delle Piane, Pietro Gerlini, Renato Baldini, Gianni Ottaviani, Sergio Doria, Edmondo Tieghi, Giuliano Quaglia

### Trama
La segnalazione di un bambino abbandonato al Pronto Soccorso porta alla scoperta dell'omicidio di un robivecchi, che vive in una baracca fatiscente, ma che conserva due milioni di lire in una buca nel pavimento. Nonostante il richiamo allo spirito di gruppo effettuato dal nuovo capo, il dottor Guido Salemi, il commissario Solmi decide di indagare per conto proprio, e questo suo comportamento lo porterà in una situazione di pericolo.

## Il botto
- Diretto da: Anton Giulio Majano
- Scritto da: Massimo Felisatti, Fabio Pittorru, Anton Giulio Majano
- Interpretato da: Luigi Vannucchi, Orazio Orlando, Elio Zamuto, Gino Lavagetto, Giulio Platone, Marcello Mandò, Claudio Capone, Stefanella Giovannini, Giorgio Gusso, Paolo Lombardi, Luca Bonicalzi, Michele Borelli, Oliviero Dinelli, Piero Tiberi, Virginio Gazzolo, Diego Reggente, Edoardo Sala, Umberto Liberati, Renato Montanari, Barbara Nay, Maurizio Fiori, Francesco Baldi, Mariù Safier, Gigi Montini, Giovanna Benedetto, Lucio Rama, Dario De Grassi, Giovanni Brusatori, Giuliano Esperati, Giorgio Mattioli, Giorgio Cholet, Sarah Franchetti, Cinzia Bruno, Carlo Foschi, Gennaro D'Ambrosio, Gigi Bonos

### Trama
Dopo quanto successo nel precedente episodio, Salemi chiama a rapporto Solmi, esortandolo a essere maggiormente collaborativo. La squadra mobile indaga su di un gruppo di malviventi, comandati da un tale che si fa chiamare "il professore"; il gruppo sta organizzando "un botto", cioè una rapina a un gioielliere. La collaborazione di tutti i funzionari, Solmi compreso, porta a individuare sia le modalità con le quali il gruppo intende svolgere la rapina, sia l'informatore che tiene d'occhio i movimenti della refurtiva. Con queste informazioni, la squadra si organizza per tendere una trappola ai malviventi.

## Ragazzi troppo fortunati
- Diretto da: Anton Giulio Majano
- Scritto da: Massimo Felisatti, Fabio Pittorru, Anton Giulio Majano
- Interpretato da: Luigi Vannucchi, Orazio Orlando, Elio Zamuto, Gino Lavagetto, Giulio Platone, Marcello Mandò, Claudio Capone, Stefanella Giovannini, Giorgio Gusso, Paolo Lombardi, Luca Bonicalzi, Michele Borelli, Oliviero Dinelli, Giuseppe Alotta, Laura Becherelli, Mauro Gravina, Fernando Caiati, Sergio Ammirata, Paolo Rovesi, Francesco Baldi, Mariù Safier, Licia Lombardi, Loris Loddi, Roberto Chevalier, Gualtiero Rispoli, Gabrio Gabrani, Juli Baragli, Ada Ferrari, Vittoria Di Silverio, Gino Donato, Francesco D'Adda, Dino Emanuelli, Adriano Pomodoro, Francesca Codispoti, Elsa Camarda, Nino Marchetti, Ivano Staccioli, Laura Redi, Deborah Fiori, Giuseppe Giordano, Dario De Grassi, Irene Aloisi, Aldo Barberito, Adolfo Geri

### Trama
Una rissa scoppiata in un night fa intervenire la squadra mobile. Durante i normali controlli dei documenti degli avventori del locale, l'atteggiamento sprezzante di una coppia di giovani desta sospetti, alimentati inoltre dall'elevato tenore di vita mostrato da essi. I genitori di uno di questi giovani giustifica la disponibilità di denaro del figlio con una presunta vincita al Totocalcio, fatta da lui e dai suoi amici, ma la squadra mobile collega alcune rapine in banca, effettuate da banditi che indossano costosi caschi da motociclista, con questo gruppo di ragazzi, ognuno di essi possessore di una motocicletta di grossa cilindrata.

## La polizia non deve essere avvertita
- Diretto da: Anton Giulio Majano
- Scritto da: Massimo Felisatti, Fabio Pittorru, Anton Giulio Majano
- Interpretato da: Luigi Vannucchi, Orazio Orlando, Elio Zamuto, Gino Lavagetto, Giulio Platone, Marcello Mandò, Claudio Capone, Stefanella Giovannini, Giorgio Gusso, Paolo Lombardi, Luca Bonicalzi, Michele Borelli, Oliviero Dinelli, Giovanna Grifeo, Linda Sini, Dario De Grassi, Dante Biagioni, Pietro Gerlini, Antonella Caneli, Alberto Terrani, Francesco Baldi, Barbara Nay, Maurizio Fiori, Gennaro Palumbo, Anna Saia, Ugo Bolognesi, Pierluigi Giorgio, Adriana Ambesi, Dario Rosini, Sandro Di Giambattista, Rodolfo Bianchi, Willy Colombini, Valerio Notari

### Trama
Un modesto impiegato, dal tenore di vita normale, viene rapito. La richiesta di riscatto, 500 milioni di lire, è molto ingente; nonostante l'ammonimento da parte dei rapitori di non avvertire la polizia, Silvia, la figlia del rapito, si mette in contatto con la squadra mobile, la quale comincia le indagini. Pur non emergendo nulla di particolare sul rapito, desta sospetti l'avvocato di famiglia, un professionista molto ricco, apparentemente dal costo troppo elevato e quindi non accessibile, vista la modesta condizione economica mostrata dal rapito. I rapitori finalmente indicano le modalità di pagamento del riscatto, e con la collaborazione di Silvia la squadra mobile può preparare e far scattare una trappola.

## Omissione di soccorso
- Diretto da: Anton Giulio Majano
- Scritto da: Massimo Felisatti, Fabio Pittorru, Anton Giulio Majano
- Interpretato da: Luigi Vannucchi, Orazio Orlando, Elio Zamuto, Gino Lavagetto, Giulio Platone, Marcello Mandò, Claudio Capone, Stefanella Giovannini, Giorgio Gusso, Paolo Lombardi, Luca Bonicalzi, Michele Borelli, Oliviero Dinelli, Gastone Pescucci, Jole Fierro, Laura Domini, Selvaggia Di Vasco, Stefano Oppedisano, Renato Montanari, Gina Mascetti, Maresa Ward, Marisa Merlini, Enzo Consoli, Manlio Busoni, Fausto Banchelli, Vittorio Battarra, Simone Mattioli, Gianni Pulone, Amerigo Saltutti, Monica Gravina, Loredana Martinez, Gabriella Gabrielli, Silvana Panfili, Francesco Baldi, Maurizio Fiori, Barbara Nay, Renato Lupi, Leo Gavero, Gianfranco Freisteiner, Ileana Fraia, Mariù Safier, Euplio Muscuso, Riccardo Mangano, Rodolfo Bianchi, Sandro Di Giambattista

### Trama
In una pensione di infimo ordine, una ragazza è in overdose di eroina, e il padrone decide di sbarazzarsene, trasportandola e abbandonandola vicino al teatro di Marcello. La moglie, di nascosto, impietosita, avverte la squadra mobile, che ritrova la ragazza e la porta in ospedale. Tra le sue cose, viene ritrovato un diario, dal quale si ricava il suo nome, Giuliana, e il mestiere della madre, fioraia. Una volta identificati i genitori, questi vengono portati in ospedale, ma la ragazza abbandonata non è la figlia. Viene quindi effettuata una ricerca, anche tramite alcuni articoli pubblicati sui quotidiani, i quali portano la vera Giuliana a farsi viva. L'ispettrice Nunziante e il commissario Astolfi tentano di convincere la ragazza a collaborare, in modo da aiutare a identificare e sgominare i canali di rifornimento della droga.

## Testimoni reticenti
- Diretto da: Anton Giulio Majano
- Scritto da: Massimo Felisatti, Fabio Pittorru, Anton Giulio Majano
- Interpretato da: Luigi Vannucchi, Orazio Orlando, Elio Zamuto, Gino Lavagetto, Giulio Platone, Marcello Mandò, Claudio Capone, Stefanella Giovannini, Giorgio Gusso, Paolo Lombardi, Luca Bonicalzi, Michele Borelli, Oliviero Dinelli, Silvia Monelli, Giovanni Materassi, Toni Ucci, Omero Gargano, Fausto Tommei, Giovanni Attanasio, Leo Gullotta, Enrico Papa, Ettore Ribotta, Maresa Gallo, Antonella Ansuini, Paolo Berretta, Mario Bardella, Giovanni Sabbatini, Vittorio Duse, Carlo Sabatini, Gilberto Mazzi, Eva Axen, Vittorio Anselmi, Pippo Tuminelli, Ennio Maiani, Tony Maestri, Barbara Nay

### Trama
Un impiegato di banca in viaggio con la sua auto viene tamponato con l'intento di far uscire di strada la vettura, e in seguito viene gambizzato davanti all'ingresso di casa. Una casalinga per caso assiste a una rapina in banca e vede il volto del conducente dell'auto dei rapinatori. In comune a questi due avvenimenti c'è la stessa banda di rapinatori, e il fatto che entrambi, l'impiegato e la casalinga, sono reticenti e si rifiutano di testimoniare, il primo perché complice dei malviventi, la seconda in seguito a pesanti minacce da parte della banda. A causa di questi comportamenti, la squadra mobile fatica a svolgere le indagini, e anche quando vengono identificati alcuni componenti della banda, questi non possono essere incriminati. Si rende quindi necessario un incessante lavoro di pedinamento, per cercare di risolvere la situazione.